# Ruth Prawer Jhabvala
Ruth Prawer Jhabvala CBE (Colônia, 7 de maio de 1927 – Nova Iorque, 3 de abril de 2013) foi uma premiada escritora e roteirista anglo-alemã. Ela é talvez mais conhecida pela sua longa colaboração com a Merchant Ivory Productions, composta pelo cineasta James Ivory e do produtor Ismail Merchant.
Muitos de seus romances estão ambientados na Índia, a exemplo de Heat and Dust, premiado com o Booker Prize em 1975.

## Biografia
Nascida na Alemanha oriunda de uma família de judeus poloneses, emigrou para a Inglaterra com sua família em 1939. Casou-se com um arquitecto indiano e se mudou para a Índia, onde viveu até 1975, para, posteriormente, mudar-se definitivamente para Nova Iorque.
Entre outras premiações, obteve o Oscar de melhor roteiro adaptado pelo filme de 1986 A Room with a View.

## Obras
- To Whom She Will: a Novel (1955).
- The Nature of Passion (1956).
- Esmond in India (1958)
- The Householder (1960)
- Get Ready for Battle (1962)
- Like Birds, Like Fishes (1963)
- A Backward Place (1965)
- A Stronger Climate (1968)
- An Experience of India (1971)
- A New Dominion (1972)
- Heat and Dust (1975)
- How I Became a Holy Mother and other stories (1976)
- In Search of Love and Beauty (1983)
- Out of India  (1986)
- Three Continents (1987)
- Poet and Dancer (1993)
- Shards of Memory (1995)
- East Into Upper East: Plain Tales from New York and New Delhi (1998)
- My Nine Lives (2004)
- A Lovesong for India: Tales from East and West (2011)